# Parafia św. Tomasza Apostoła w Grochowie
Parafia św. Tomasza Apostoła w Grochowie – rzymskokatolicka parafia należąca do dekanatu Kutno – św. Michała Archanioła w diecezji łowickiej.
Erygowana ok. 1410.
Parafia liczy 1005 wiernych.

## Zasięg parafii
Miejscowości należące do parafii: Grochów, Grochówek, Grodno, Miksztal, Niechcianów i Wola Chruścińska.